# Scleracis guadaloupensis
Scleracis guadaloupensis är en korallart som först beskrevs av Duchassaing och Giovanni Michelotti 1860.  Scleracis guadaloupensis ingår i släktet Scleracis och familjen Plexauridae. Inga underarter finns listade i Catalogue of Life.